# James D. Sachs
James D. Sachs bzw. Jim Sachs (* 1949) ist ein pensionierter Veteran der United States Air Force, Game Artist und Spieleentwickler.
Sachs war der leitende Künstler des wegweisenden Amiga-Computerspiels Defender of the Crown von Cinemaware, das erstmals 1986 veröffentlicht wurde. Außerdem ist er der Autor des Commodore-64-Spiels Saucer Attack. Zudem entwickelte er die CompuTrainer-3D-Software, den Bildschirmschoner SereneScreen Aquarium sowie die Benutzeroberflächen und Startanimationen für das Amiga CDTV und Amiga CD32.
Nach der Fertigstellung von Defender of the Crown begann Sachs mit der Arbeit an einer Videospieladaption von 20.000 Meilen unter dem Meer. Da es ihm nicht gelang, die Rechte für ein Spiel basierend auf Disneys 1954er-Film zu sichern, orientierte er sich stattdessen an dem Originalbuch von Jules Verne, 20.000 Meilen unter dem Meer aus dem Jahr 1870. Letztendlich scheiterte das Projekt jedoch an der Finanzierung.
Für die vor allem in Deutschland verbreitete Wirtschaftssimulation Ports of Call war Sachs zusammen mit Richard LaBarre für die Grafiken verantwortlich.